# Makroekonomia
Makroekonomia – dziedzina ekonomii posługująca się wielkościami zagregowanymi (zbiorczymi, dotyczącymi całej gospodarki) do badania prawidłowości występujących w gospodarce jako całości.
Przedmiotem zainteresowania makroekonomii jest przede wszystkim zrozumienie tego, w jaki sposób tworzy się dochód narodowy i jak dokonuje się podział dochodu narodowego, a także zagadnienia związane z inflacją, bezrobociem, inwestycjami i bilansem płatniczym, z uwzględnieniem polityki pieniężnej banku centralnego oraz polityki gospodarczej państwa.
Makroekonomia bada gospodarkę, zarówno narodową, jak i światową, jako ogół zależności występujących między najważniejszymi agregatami gospodarczymi, takimi jak: łączny (globalny) popyt i podaż produktów i usług, średni poziom cen, poziom zatrudnienia, wielkość konsumpcji i inwestycji, czy dochody i wydatki budżetu państwa.
Można wyróżnić dwa podejścia do analizy makroekonomicznej. Pierwsze, które wychodząc z badania natury gospodarującego człowieka (natury ludzkiej) stara się zrozumieć procesy zachodzące na poziomie aktywności podstawowych podmiotów gospodarczych (producentów i konsumentów), następnie stosując uogólnienia tych „mikrozachowań” dochodzi się do pewnych ogólnych prawidłowości na poziomie całej gospodarki. Te poznane ogólne właściwości mogą stać się podstawą do prowadzenia polityki gospodarczej państwa. W drugim podejściu pomija się tę wstępną analizę mikroekonomiczną i operuje się od razu zmiennymi zagregowanymi po to, aby budować modele wzajemnych współzależności tych zmiennych.
Makroekonomiści starają się określać związki przyczynowo-skutkowe między różnymi zjawiskami gospodarczymi, dzięki czemu jest możliwe prognozowanie tendencji rozwojowych całego systemu gospodarczego. Makroekonomia tworzy podstawy teoretyczne i formułuje przesłanki dla polityki prowadzonej przez państwo przede wszystkim w zakresie skutecznego osiągania celów gospodarczych, takich jak: trwały i zrównoważony wzrost gospodarczy, stabilny poziom cen, czy równowaga bilansu płatniczego. Ze względu na szerokie zainteresowania makroekonomii i globalne uwarunkowania współzależności gospodarczych, teorie makroekonomiczne muszą uwzględniać także inne dziedziny polityki państwa, jak polityka zagraniczna, obronna czy wewnętrzna państwa.

## Mikro- i makroekonomia
Podstawową różnicą pomiędzy mikro- i makroekonomią jest podejście metodologiczne, natomiast przedmiot zainteresowania obydwu dziedzin ekonomii ma znaczenie drugorzędne. Zarówno mikro-, jak i makroekonomia zajmują się wyjaśnianiem zjawisk o charakterze gospodarczym, lecz ujmują te zjawiska w odmiennej perspektywie.
Mikroekonomia zajmuje się badaniem zachowań indywidualnych podmiotów gospodarczych, analizą poszczególnych dóbr i rynków w przekonaniu, że zachowanie gospodarki wynika z sumy zachowań poszczególnych, indywidualnych podmiotów gospodarczych. Wychodzi więc z założenia, że chcąc zbadać prawidłowości dotyczące całości gospodarki, należy przede wszystkim zbadać, w jaki sposób zachowuje się jednostka gospodarująca.
Współczesna makroekonomia tzw. głównego nurtu prezentuje odmienne podejście. U jej podstaw znajduje się przekonanie, że w gospodarce występują prawidłowości, które nie dają się wyjaśnić prostą sumą zachowań indywidualnych podmiotów gospodarczych. Pomiędzy poszczególnymi podmiotami istnieją złożone relacje, które mają realny wpływ na kształt zjawisk gospodarczych. Aby wyjaśnić prawidłowości rządzące gospodarką, makroekonomia bada zależności pomiędzy wielkościami zagregowanymi, a nie poszczególnymi jej elementami.
Zarówno w oparciu o podejście mikro-, jak i makroekonomiczne można formułować warunki równowagi gospodarczej, czy przesłanki dla polityki prowadzonej przez państwo. Oba podejścia opisują podobne zjawiska, ale co innego stawiają w centrum swoich rozważań.
W ostatnich latach pojawiła się propozycja ekonomistów (głównie ze szkół tzw. heterodoksyjnych) wyróżnienia pośredniego poziomu analizy, tzw. mezoekonomii. Podstawową jednostką analizy w mezoekonomii jest gałąź przemysłu (sektor gospodarki). Zwolennicy wyróżnienia mezoekonomii twierdzą, że istnieją ważne zjawiska gospodarcze, które nie są odzwierciedlone w sygnałach cenowych, czy zawarte w krzywych podaży i popytu, ani też w zmiennych zagregowanych, takich jak np. inflacja, PKB, stopa bezrobocia, zagregowany popyt i oszczędności. Argumentują oni, że analiza zjawisk na poziomie mezo wymusza zastosowanie innych sposobów pomiarów, zastosowania innych formalizmów matematycznych i innego stylu myślenia.

## Początki makroekonomii
Gospodarka narodowa jako przedmiot zainteresowania badaczy pojawiła się już u merkantylistów (XVI–XVIII w.), którzy utożsamiali bogactwo kraju z akumulacją metali szlachetnych. Próby całościowego ujęcia gospodarki są widoczne również w fizjokratyzmie (XVIII w. – tablica ekonomiczna), a także w ekonomii klasycznej. Cechą wspólną tych prób wyjaśnienia funkcjonowania gospodarki jest podejście od strony pojedynczych rynków i indywidualnych uczestników zjawisk gospodarczych. Wszystkie teorie przyjmowały, że zachowanie gospodarki jest tożsame z zachowaniem indywidualnego podmiotu, a różni je jedynie skala zjawiska.
Charakterystyczne dla makroekonomii podejście do gospodarki jako całości i próba opisania jej za pomocą wielkości zagregowanych ukształtowało się dopiero w latach 30. XX w. Pojawienie się pod koniec lat 20. wielkiego kryzysu gospodarczego i masowego bezrobocia wymusiło przeniesienie zainteresowania ekonomistów na problematykę makroekonomiczną, w celu wyjaśnienia przyczyn tych zjawisk i próby łagodzenia ich skutków. Nie było to możliwe na polu dotychczasowych teorii ekonomicznych, które utrzymywały tezę, że poziom podaży produkcji określa rozmiary całkowitego popytu, wobec czego całkowita nadprodukcja jest niemożliwa. W opinii niektórych ekonomistów fakty stały w jawnej sprzeczności z obowiązującymi poglądami ekonomicznymi, co wymagało zasadniczej zmiany myślenia o gospodarce narodowej.
Bardzo często uznaje się, że twórcą analizy makroekonomicznej był John Maynard Keynes. Nie do końca jest to prawdą, jako że pierwszym ekonomista który zaproponował wyróżnienie mikro- i makro-analizy był norweski ekonomista Ragnar Frisch (uhonorowany nagrodą im. Alfreda Nobla z ekonomii w 1969 r.). W 1933 roku opublikował on pracę pt. Propagation Problems and Impulse Problems in Dynamic Economics, gdzie postulował on (i zastosował w praktyce budując model cyklicznego rozwoju) konieczność wyróżnienia dwóch typów analizy ekonomicznej mikro-dynamiki i makro-dynamiki. Natomiast jest faktem, że intensywny rozwój makroekonomii opartej na analizie zmiennych zagregowanych rozpoczął się wraz z opublikowaniem w 1936 roku przez Johna M. Keynesa Ogólnej teorii zatrudnienia, procentu i pieniądza. Odszedł on od doskonalonej przez klasyków mikroanalizy na rzecz operowania wielkimi agregatami. Wypracował takie pojęcia jak dochód narodowy, czy popyt zagregowany, i za ich pomocą opisał funkcjonowanie gospodarki, podkreślając jednocześnie rolę globalnego popytu w kształtowaniu wielkości podaży produkcji (a więc i poziomu zatrudnienia). Jego poglądy dały początek keynesizmowi – jednej z wiodących szkół makroekonomicznych.

## Paradygmaty makroekonomiczne
We współczesnej makroekonomii szczególnie popularne są dwa paradygmaty:
- keynesowski – podkreślający cykliczną niestabilność gospodarki pozostawionej mechanizmowi rynkowemu oraz tendencję do wzrostu inflacji i bezrobocia. Staje się to podstawą do formułowania aktywnej polityki gospodarczej państwa, której celem miałoby być zapobieganie lub łagodzenie skutków niekorzystnych zjawisk gospodarczych. Kluczową rolę w stabilizowaniu gospodarki przypisuje popytowi globalnemu, który wyznacza poziom podaży produkcji, a co za tym idzie – zatrudnienia. W ramach tego paradygmatu rozwija się wiele szkół makroekonomicznych, jak keynesizm, postkeynesizm i neokeynesizm,
- neoklasyczny – nawiązujący do ekonomii klasycznej. Jako główną tezę prezentuje pogląd, że mechanizm rynkowy prowadzi do optymalnej alokacji zasobów, w tym pełnego zatrudnienia. Rolę regulatora procesów gospodarczych pozostawia rynkowi, tym samym odrzucając konieczność głębokiej interwencji państwa w gospodarkę. Wiodącymi szkołami rozwijającymi się w ramach paradygmatu neoklasycznego są monetaryzm oraz ekonomia neoklasyczna. Starają się one budować koncepcje makroekonomiczne bazujące na klasycznej analizie mikroekonomicznej.

W przeciwieństwie do tych dwóch głównych nurtów makroekonomii, szkoła austriacka nie postuluje ani wewnętrznej stabilności, ani niestabilności gospodarki rynkowej, uważając rozważania na ten temat jako nienależące do ekonomii w sensie stricte. Ekonomiści tej szkoły, wychodząc z minimalistycznego zestawu założeń, skupiają swe rozważania na działaniu pojedynczych jednostek i analizie, jaki wpływ mają na nie działania państwa, w szczególności polityka pieniężna banku centralnego. W zgodzie z paradygmatem neoklasycznym, którego jest w pewnym sensie rozwinięciem i modyfikacją, szkoła austriacka postuluje bardzo ograniczoną lub zerową ingerencję państwa w gospodarkę.

## Funkcje makroekonomii
- Teorio-poznawcza – zadaniem makroekonomii jest poznać, opisać, wyjaśnić i przewidzieć prawidłowości w występowaniu zjawisk i procesów gospodarczych.
- Aplikacyjna – makroekonomia dostarcza wskazówek w zakresie kształtowania procesów gospodarczych oraz przesłanek dla polityki prowadzonej przez państwo.
- Światopoglądowa – zrozumienie zjawisk gospodarczych pozwala na formułowanie sądów wartościujących dotyczących celów i pożądanych stanów gospodarki.
- Dydaktyczno-wychowawcza – wiedza z zakresu makroekonomii pozwala społeczeństwu zrozumieć charakter zjawisk gospodarczych oraz dokonywać oceny polityki makroekonomicznej państwa.
- Prognostyczna – zadaniem makroekonomii jest wcześniejsze wychwytywanie występowania określonych zjawisk gospodarczych i wyprzedzające przedsięwzięcie odpowiednich środków, dzięki czemu polityka państwa jest prowadzona ex ante, a nie ex post.

## Zmienne makroekonomiczne
Wyróżnia się:
- zmienne zewnętrzne – klimat, środowisko, zasoby naturalne – oddziałują na gospodarkę, ale są (relatywnie lub w krótkim okresie) mało podatne na wpływ gospodarki;
- zmienne polityczne – rząd, bank centralny – oddziałują na gospodarkę i są kształtowane przez nią;
- zmienne indukowane – są produktem lub wynikiem procesu gospodarczego; w zmiennych indukowanych zawierają się wszystkie cele polityki makroekonomicznej: produkcja, zatrudnienie, poziom cen i eksport netto.

Zmienne polityczne i zmienne zewnętrzne są siłą napędową gospodarki i wpływają na zmienne indukowane.
W ortodoksyjnej makroekonomii tradycyjnie wyróżnia się cztery grupy zmiennych zagregowanych odnoszących się do:
- rynków dóbr i usług (opisywanych takimi zmiennymi jak produkt krajowy brutto, dochód narodowy, stopa wzrostu gospodarczego, wielkość inwestycji, oszczędności, konsumpcji i wydatków rządowych),
- rynku pracy (zmienne zagregowane: siła robocza, liczba aktywnych zawodowo, stopa bezrobocia, stopa aktywności zawodowej),
- rynku pieniądza, rynku finansowego (zmienne: miary pieniądza (M0, M1, M2, M3, M4), stopa procentowa, podaż pieniądza, popyt na pieniądz, stopy rezerw obowiązkowych, dług publiczny),
- wymiany z zagranicą (eksport, import, eksport netto, deficyt handlowy, kurs walutowy).